# Дистанційне зондування Землі
Дистанці́йне зондува́ння Землі (ДЗЗ)́ — спостереження поверхні Землі авіаційними і космічними засобами, спорядженими різноманітними видами знімальної апаратури.
На кінець 2012 року у світі нараховувалося понад два десятки космічних апаратів віддаленого зондування Землі, а в безпосередньому впровадженні програм супутникових спостережень, беруть участь 25 країн. Космічні апарати дистанційного зондування можуть використовуватись для цивільних завдань і для здійснення розвідки.
Космічні технології знімання земної поверхні дозволяють суттєво підвищити ефективність досліджень у різних галузях геології: геологічному зніманні та пошуку корисних копалин, неотектонічних дослідженнях, геоекології тощо. Сучасні зображення космічних знімань, мають роздільну здатність на місцевості від десятків кілометрів до десятків сантиметрів. Отримувати такі дані зараз набагато простіше, ніж кілька років тому. Кількість спектральних діапазонів, в яких може здійснюватись знімання з космічних апаратів, постійно зростає. Зараз існують знімальні системи, які здійснюють фільмування у 7, 20, 220 діапазонах.
Стрімке зростання науково-технічного космічно-знімального арсеналу, впровадження технологій гіперспектральних знімань з високим рівнем розрізнення, вимагає відповідних технологій їхньої інтерпретації для потреб української геології.
Основою сучасних дистанційних досліджень є цифрова обробка, дешифрування та геологічна інтерпретація матеріалів космічних зйомок (МКЗ) залежно від особливостей знімальної апаратури, ландшафтних та геологічних умов територій, що вивчаються.

## Завдання ДЗЗ
Загалом дані ДЗЗ при геологічних дослідженнях дозволяють вирішувати такі питання:
- уточнення тектонічної будови території, зокрема виділення складчастих і кільцевих структур;
- уточнення контурів (геологічних границь) геологічних тіл з урахуванням природної генералізації;
- отримання додаткової інформації про закономірності розміщення корисних копалин;
- геоморфологічний аналіз, що включає загально-геоморфологічне і структурно-геоморфологічне картографування, створення об'ємних моделей місцевості (технологія 3D);
- оцінка неотектонічної активності території;
- геоекологічні дослідження, що включають:
  - оцінку ландшафтно-екологічних умов;
  - виявлення геологічних процесів і явищ, потенційно небезпечних для життя і діяльності людини, і прогноз їхнього розвитку;
  - виявлення техногенних комплексів і об'єктів, що впливають на геологічне середовище;
  - моніторинг стану геосистем;
  - впровадження ГІС-технологій у геолого-картографічний процес.

Однією з вимог до даних ДЗЗ є оперативність одержання актуальної просторової інформації про земну поверхню.
Дані ДЗЗ з успіхом використовуються для:
- прогнозу погоди і моніторингу небезпечних природних явищ;
- прогнозу і контролю розвитку повеней та паводків, оцінки завданого ними збитку;
- оцінки збитків від лісових пожеж і їхніх наслідків;
- контролю стану гідротехнічних споруд на каскадах водоймищ;
- природоохоронного моніторингу;
- спостереження за льодовою обстановкою в районах морських шляхів й в акваторіях видобутку нафти на шельфі;
- моніторингу розливів нафти і руху нафтової плями;
- реального розташування морських суден у тій чи іншій акваторії;
- відстеження динаміки і стану вирубки лісу;
- прогнозу врожайності сільськогосподарських культур;
- відновлення топографічних карт, що відображають реальний стан територій;
- дотримання ліцензійних угод при освоєнні родовищ корисних копалин;
- контролю несанкціонованого будівництва;